# پیلار فولیاتی
پیلار فولیاتی (به ایتالیایی: Pilar Fogliati؛ زادهٔ ۲۸ دسامبر ۱۹۹۲) صداپیشه، بازیگر، کارگردان فیلم و فیلم‌نامه‌نویس اهل ایتالیا است. وی دانش‌آموختهٔ آکادمی ملی هنرهای نمایشی سیلویو دامیکو است.
از فیلم‌هایی که وی در آن‌ها نقش داشته است، می‌توان به تا ابد جوان اشاره نمود.